# Aloeides nollothi
Aloeides nollothi е вид насекомо от семейство Синевки (Lycaenidae). Видът е незастрашен от изчезване.

## Разпространение
Разпространен е в Намибия и Южна Африка (Северен Кейп).